# Stoewer R200 Spezial
Stoewer R200 Spezial Typ 38 — німецький позашляховик часів Другої світової війни, представник сімейства легких багатоцільових розвідувальних, штабних, та спеціалізованих автомобілів з колісною формулою 4×4. Унікальною технічною особливістю Stoewer R200 Spezial Typ 38 був механізм керування усіма чотирма колесами, який вимикався на швидкості після 20 км/год.
Німецький «джип» з'явився за три роки до народження відомої американської моделі «Willys MB».

## Історія створення та виробництво
Автомобіль вироблявся за єдиними кресленнями від 1938 по 1940 на заводах фірм Stoewer, Hanomag та BMW, під контролем розробника автомобіля — фірми STOEWER-WERKE A.-G. Машини були стандартизовані, відрізнялися одна від іншої тільки встановленими на них власними фірмовими двигунами. Головним замовником авто були Збройні сили Німеччини.
Починаючи з 1940 по кінець 1943 випускалася спрощена модель — Stoewer Typ 40, з передніми керованими колесами та гідроприводом гальм. Відмова від керованих задніх коліс погіршила маневреність та прохідність автомобіля, проте, за рахунок вилучення відповідного агрегату, було зменшено загальну вагу на 100 кг та, деякою мірою, полегшилося технічне обслуговування. Три різних двигуна створювали проблеми в постачанні запасних частин та ремонті — шасі, коробка передач, осі, підвіска були досить складними в технічному обслуговуванні та вимагали певної кваліфікації від персоналу.
Із близько 13 000 виготовлених позашляховиків «Stoewer» різних типів та виробників, на частку власне фірми «Stoewer» припало 7700 одиниць, у тому числі приблизно 2000 машин Typ 38.

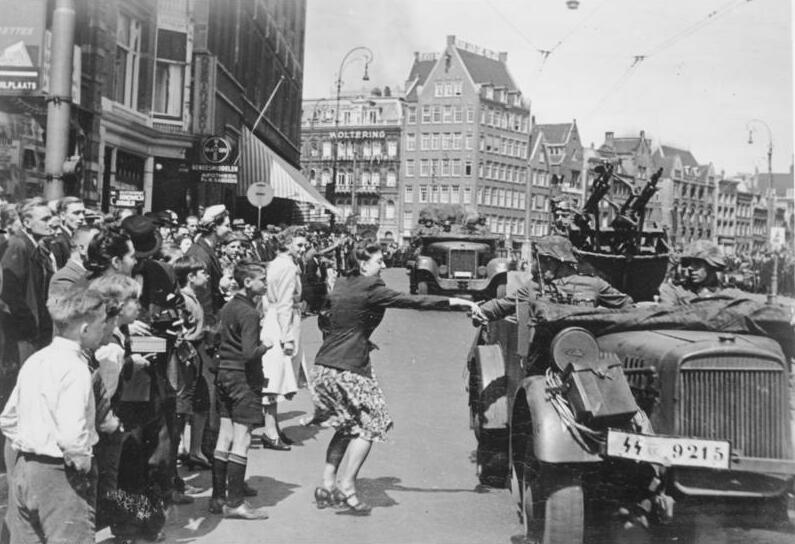
Kfz.4 Ваффен-СС на вулицях Амстердаму зі спареною зенітною установкою Zwillingssockel 36 з MG 34, травень 1940

| Виготовлення за роками | Фірма виробник | Тип авто            | Кількість виготовлених |
| ---------------------- | -------------- | ------------------- | ---------------------- |
| 1936 — 1938            | Stoewer        | R180 Spezial Тип 36 | ≈ 1000                 |
| 1938 — 1940            | Stoewer        | R200 Spezial Тип 38 | ≈ 2000                 |
| 1938 — 1940            | Hanomag        | Тип 20 (В)          | ≈ 2000                 |
| 1938 — 1940            | BMW            | Тип 325             | 3225                   |
| 1940 — 1943            | Stoewer        | Тип 40              | ≈4700                  |

## Технічні характеристики та оснащення автомобіля
- Компонування F4
- Швидкість по шосе — 75-80 км/г
- Запас ходу по шосе 350 км, по пересіченій місцевості — 240 км
- Вага автомобіля — 2320 кг допустима повна, 1775 кг споряджена, 425 кг корисне навантаження Typ 38 та 500 кг для Typ 40
- Витрата пального (середня) на 100 км пробігу — 17 л по шосе, 25 л по пересіченій місцевості
- Радіус повороту 6,50 м з чотирма керованими колесами та 12,70 м з двома
- Кліренс 235 мм
- Глибина подоланого броду 50 см, для Тип 40 — 70 см

### Кузов

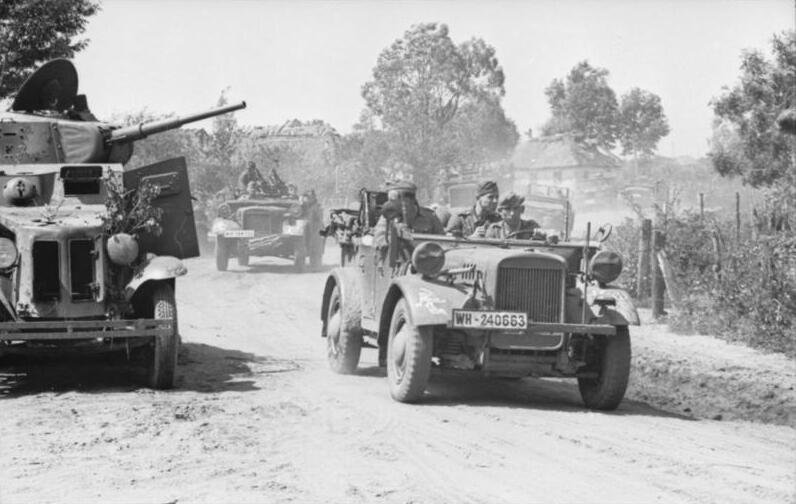
Передовий загін 11-ї танкової дивізії Вермахту проїжджає через село, зліва покинутий радянський бронеавтомобіль БА-10, червень 1941

Кузова виготовляли фірми Stoewer, Ambi Budd та Hanomag.
- Тип «Фаетон»[Вин. 2], рамний (коробчастого профілю), відкритий, сталевий, суцільнометалевий, 2-х, 3-х або 4-х дверний. Оснащений відкидним брезентовим тентом, з двома метало-дерев'яними розбіжними променями дуг позаду та розкладним метало-дерев'яним каркасом, що утримує центральну частину даху. Комплектується знімними бічними вікнами на двері з м'якого целулоїду
- Багажне відділення розміщено в задній частині кузова, кришка багажника закріплена вертикально, піднімається вгору та фіксується приблизно на 180° від закритого стану. В нижній частині багажного відділення, в горизонтальному положенні, може знаходитися запасне колесо. На Kfz.4 багажник відсутній, на його місці та на місці задніх сидінь обладнано майданчик для встановлення зенітної установки Zwillingssockel 36, запасне колесо закріплене ззовні до заднього борту
- Вітрове скло, окрім стандартного положення, може приймати декілька інших: рама скла опускається вперед на капот, або половина вітрового скла, що проти водія, піднімається вгору для доступу повітря в кабіну
- Покажчики повороту — два висувних, електромеханічних, семафорного типу. Встановлені з боків, на рівні вітрового скла, мали вигляд прямокутника подовженої форми
- Одне бічне дзеркало заднього виду круглої форми, кріпиться зліва від водія

### Двигун

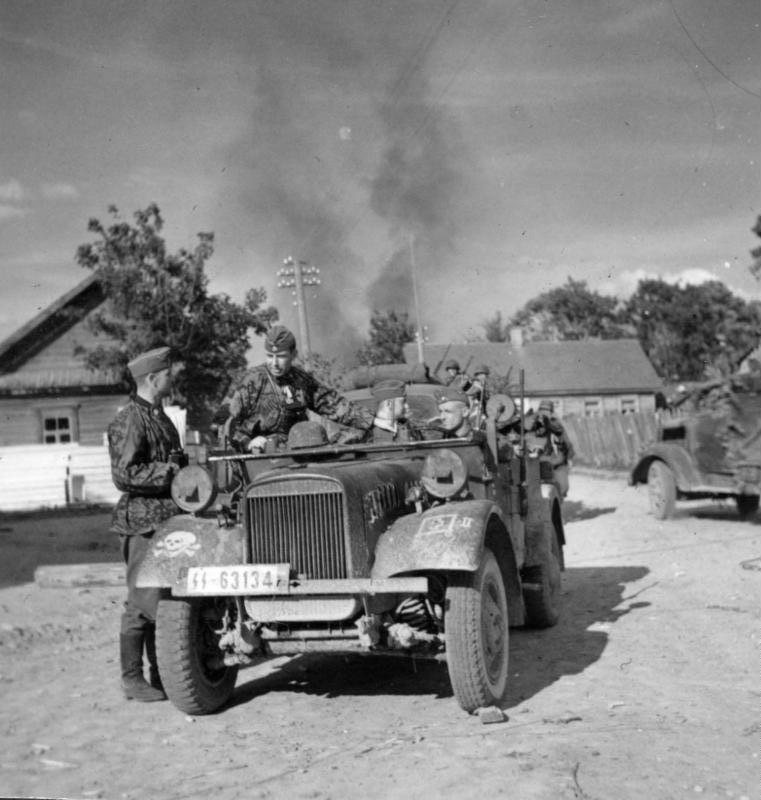
Підрозділ дивізії Тотенкопф, Північний фронт, літо 1941

- Stoewer AW2[2], бензиновий, рядний, 4 циліндра (двигун BMW 325, що виготовлялися однойменною фірмою мав 6 циліндрів), 4-х тактний OHV, об'єм 1997 л, 50 к.с. при 3600 об/хв, діаметр циліндра 85 мм, хід поршня 88 мм, ступінь стиснення 5,8:1
- Система охолодження — рідинна, ємність системи охолодження 13 літрів

### Ходова частина та трансмісія
- Повний привід з блокованим міжосьовим та міжколісними диференціалами. Одноступінчата роздаточна коробка, незалежна підвіска всіх ведучих і керованих коліс, що підвішені на подвійних поперечних важелях і пружинах з гідроамортизаторами подвійної дії
- Зчеплення: однодискове, сухе
- Коробка передач — 5-ти ступінчаста механічна для руху вперед та одна швидкість назад
- Колеса — радіус 18 дюймів, одне запасне, шини «Offroad» (позашляхові), рекомендований тиск 2,0 атм

### Система керування
- Рульове керування механічне, з гвинтовою передачею. Обладнано механізмом керування усіма чотирма колесами, який автоматично вимикався на швидкості після 20 км/год
- Гальма — барабанні, механічний привід (на Тип 40 гідравлічний привід) на всі колеса. Ручні гальма на всі колеса, в Тип 40 — тільки на задні

### Паливна система
- Два бензобаки, що містилися позаду кузова, загальним об'ємом 60 л. Об'єм основного паливного бака становив 50 л., а додаткового 10 л. Горловина основного баку розміщувалась за заднім правим колесом, захищалася горизонтальною, металевою скобою
- Один карбюратор — Solex[fr] 35 BFLV

### Електрика
- Система запалювання — класична, з використанням свічок запалювання, акумулятор Bosch 12 В, ємність батареї — 50 А•год, на обладнаному радіостанцією Kfz.2 ємність батареї була 90 А•год
- Потужність генератора 130 Вт (BMW 325—190 Вт)
- Потужність стартера 1,4 к.с.
- Дві фари на передніх крилах з можливістю регулювання напрямку, кріплення — шарніри; фари дальнього світла та для їзди вночі; стоп-сигнал, габаритні сигнали
- Очисники скла

### Комплектація та пристосування
- Машина була обладнана великою кількістю різних кронштейнів та затискачів, наприклад для фіксації в похідному стані стрілецької зброї, утримання сигнальних жердин (по правому борту), ємності (маслянки) для оливи та двох запасних свічок запалювання в моторному відсіку тощо
- На передніх лівому та правому крилі спеціальними кронштейнами закріплювалися, відповідно, домкрат та штикова лопата

## Військові індекси
За системою умовних позначень та нумерації військової техніки Вермахту, автомобіль мав індекс за спеціальною номенклатурою. Індекс складався з абревіатури Kfz (нім. Kraftfahrzeug) і порядкового номера, вказаного арабськими цифрами.
- Kfz.1 — універсальний у використанні 4-х місний варіант, чотиридверний[4]
- Kfz.2 — обладнаний радіостанцією, 3-х місний варіант, тридверний
- Kfz.2/40 — польова майстерня, 3-х місний варіант, тридверний
- Kfz.3 — машина артилерійської розвідки, 4-х місний варіант, дводверний
- Kfz.4 — комплектувався зенітною установкою Zwillingssockel 36 зі спареними кулеметами MG 34 або MG 42, 3-х місний варіант, тридверний (без правої задньої двері), багажник відсутній. Ззовні кузова, на місці відсутньої задньої правої двері, навішувалася додаткова каністра

## Цікаві факти

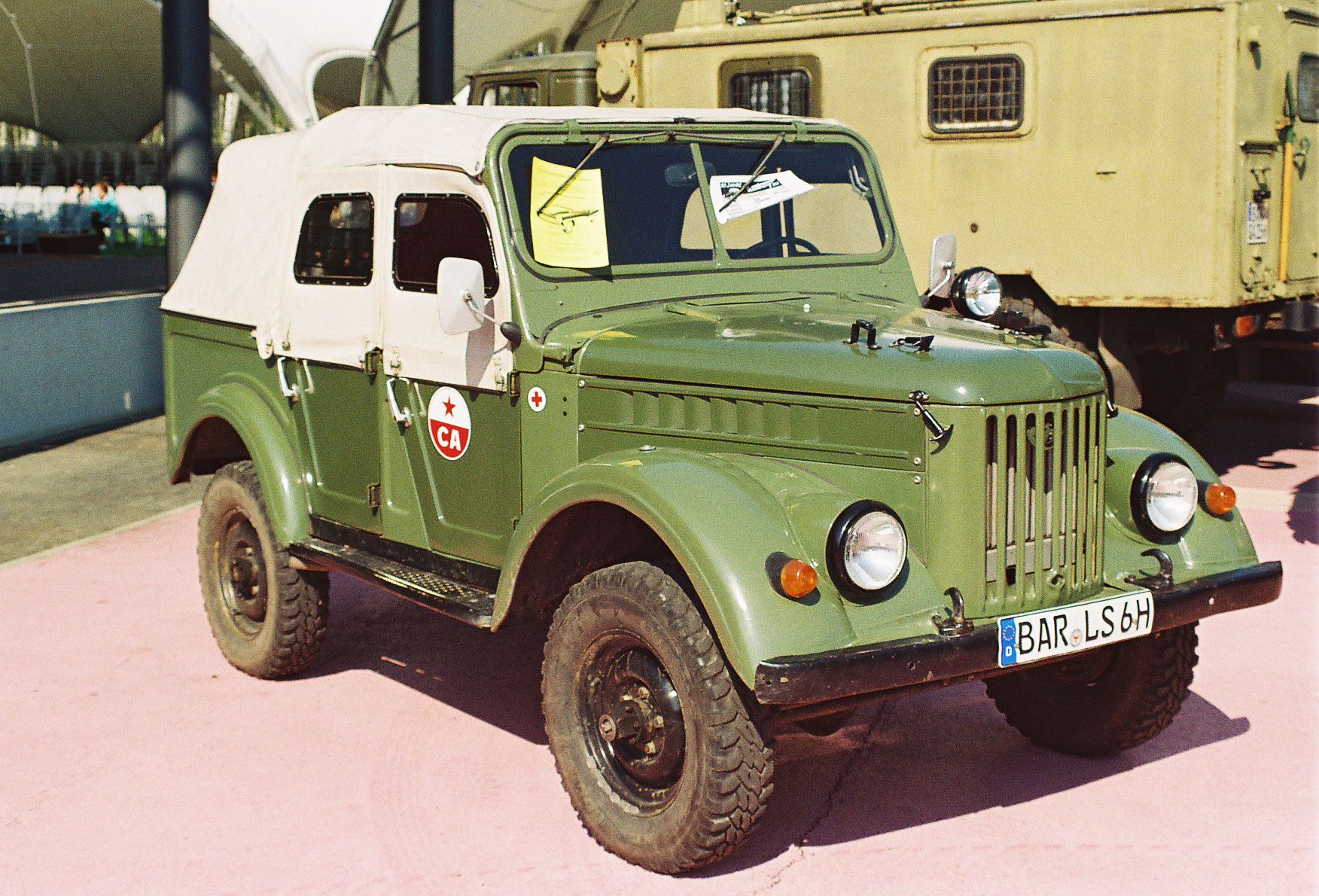
ГАЗ-69А

- Існує версія, що Stoewer R200 Spezial став прототипом радянського позашляховика ГАЗ-69. По закінченні Другої світової війни, Червона армія захопила завод Stoewer, що розташовувався в Східній Німеччині і демонтувавши його, доправила до СРСР. Обладнання, креслення та оснастку заводу Stoewer в місті Штеттін, Померанія, було вивезено окупаційним командуванням, ще до передачі цієї території Польщі. Розроблений на початку 50-х років горьковский автомобіль ГАЗ-69А наслідує деякі принципи конструкції кузова Stoewer Typ 40. В наявності зовнішня схожість обох позашляховиків. Кузов простий і технологічний, передні і задні двері трапецієподібної форми та взаємозамінні. У обох машин контури верху кузова мають багато спільного; схожі передні і задні крила, а також панелі приладів[3]
- На ринку раритетних автомобілів оригінальний Stoewer R200 Spezial Тип 38 або Тип 40 коштує близько 70 000 €
- Загалом до нашого часу залишилося близько 12-ти автомобілів Stoewer R200 Spezial Тип 38 та Тип 40, з них п'ять на ходу. Після війни авто використовували в пожежній охороні та як невелику вантажівку

## Галерея

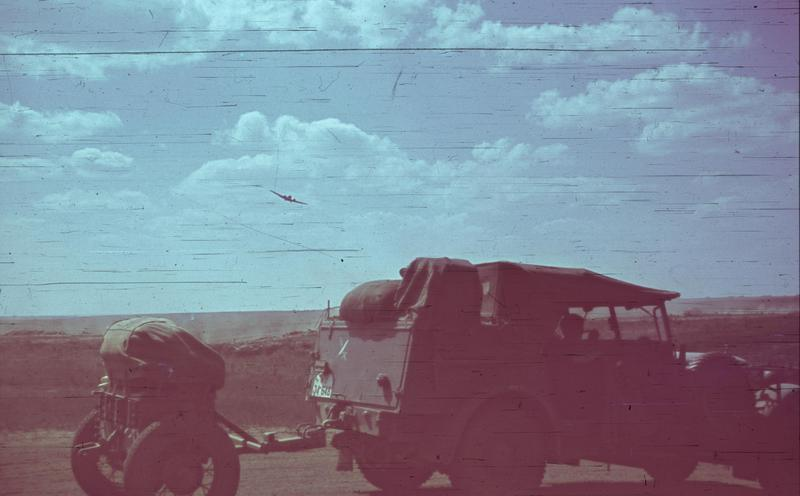
Із причепом
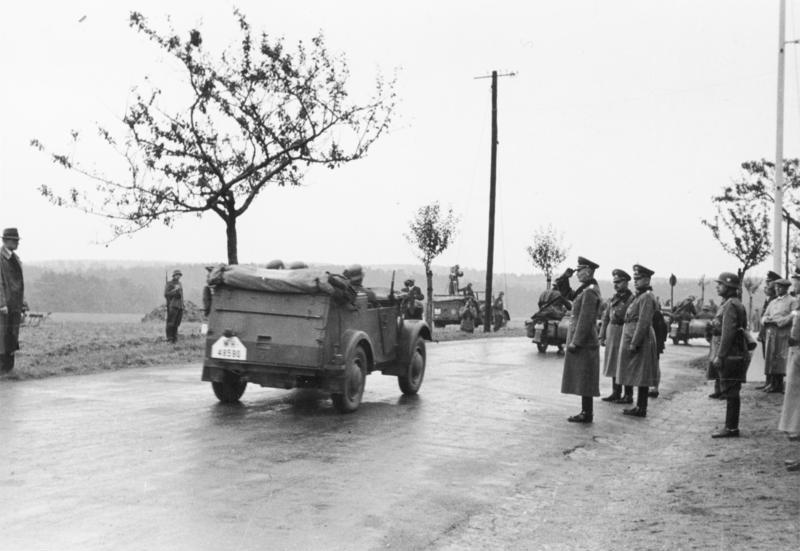
Генерал фон Бок вітає німецькі моторизовані війська. Окупація Судет, 2 жовтня 1938
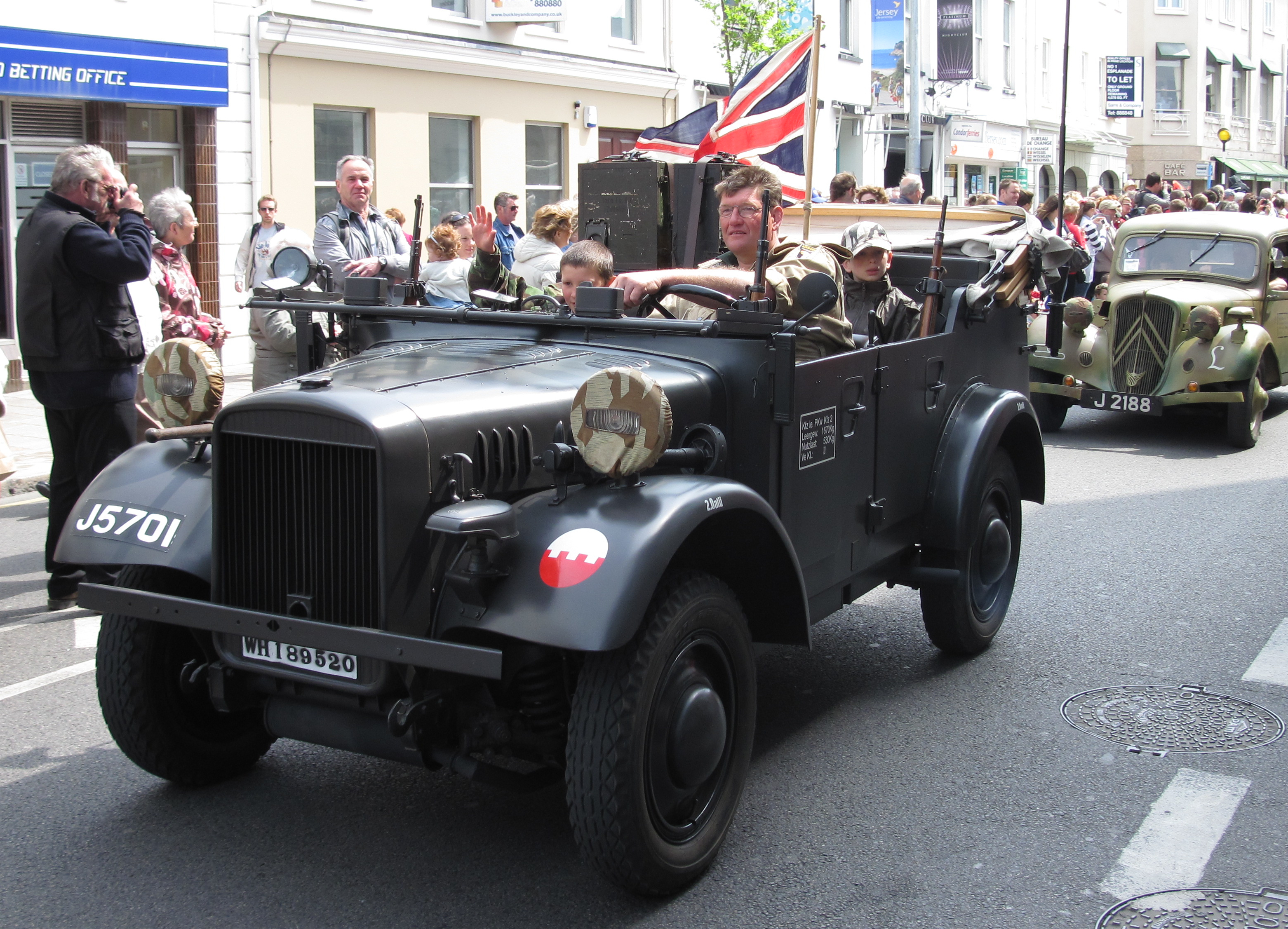
Kfz.2 — обладнаний радіостанцією, тридверний. 9 травня 2010
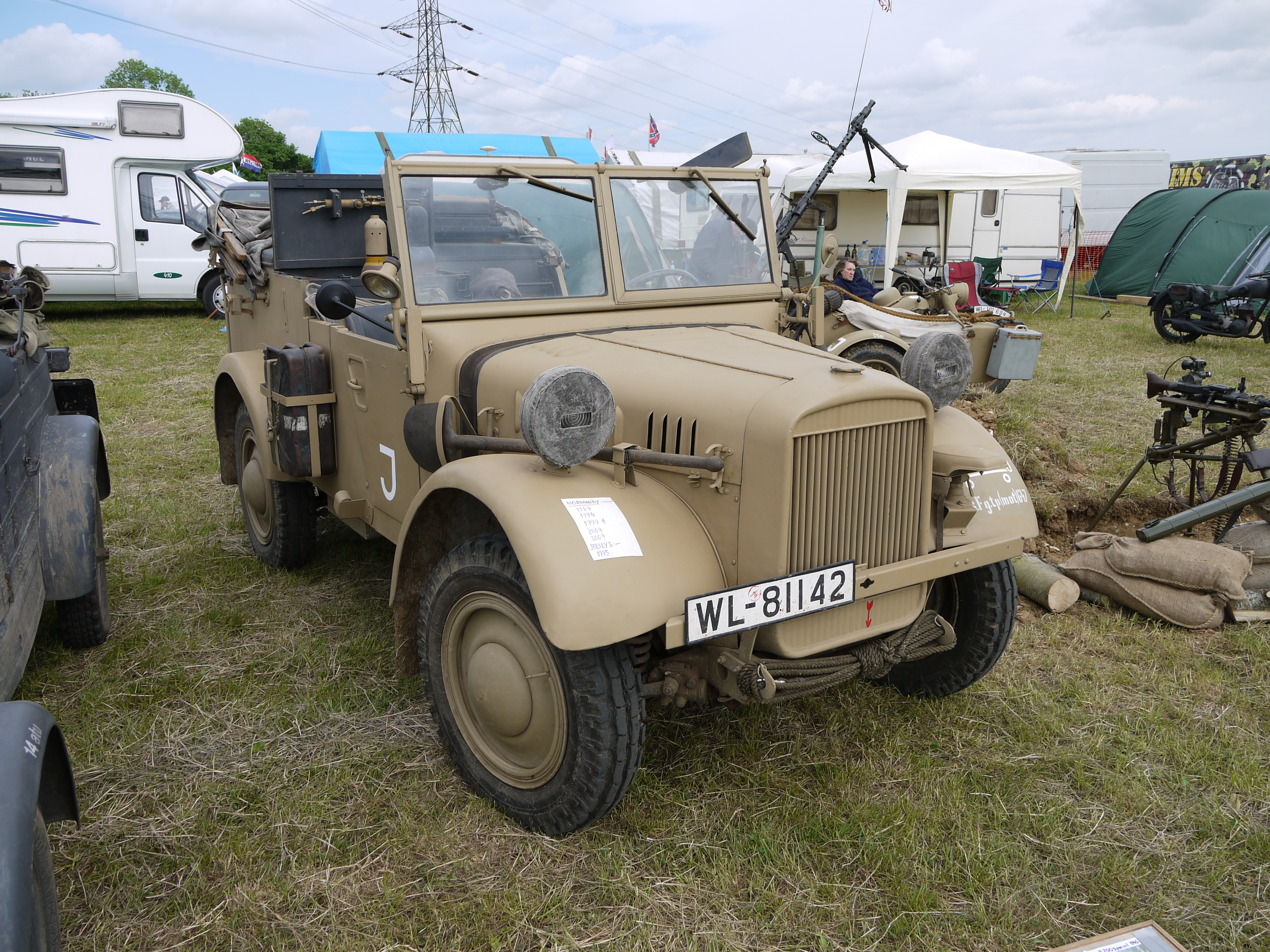
Kfz.2/40 — польова майстерня, тридверний
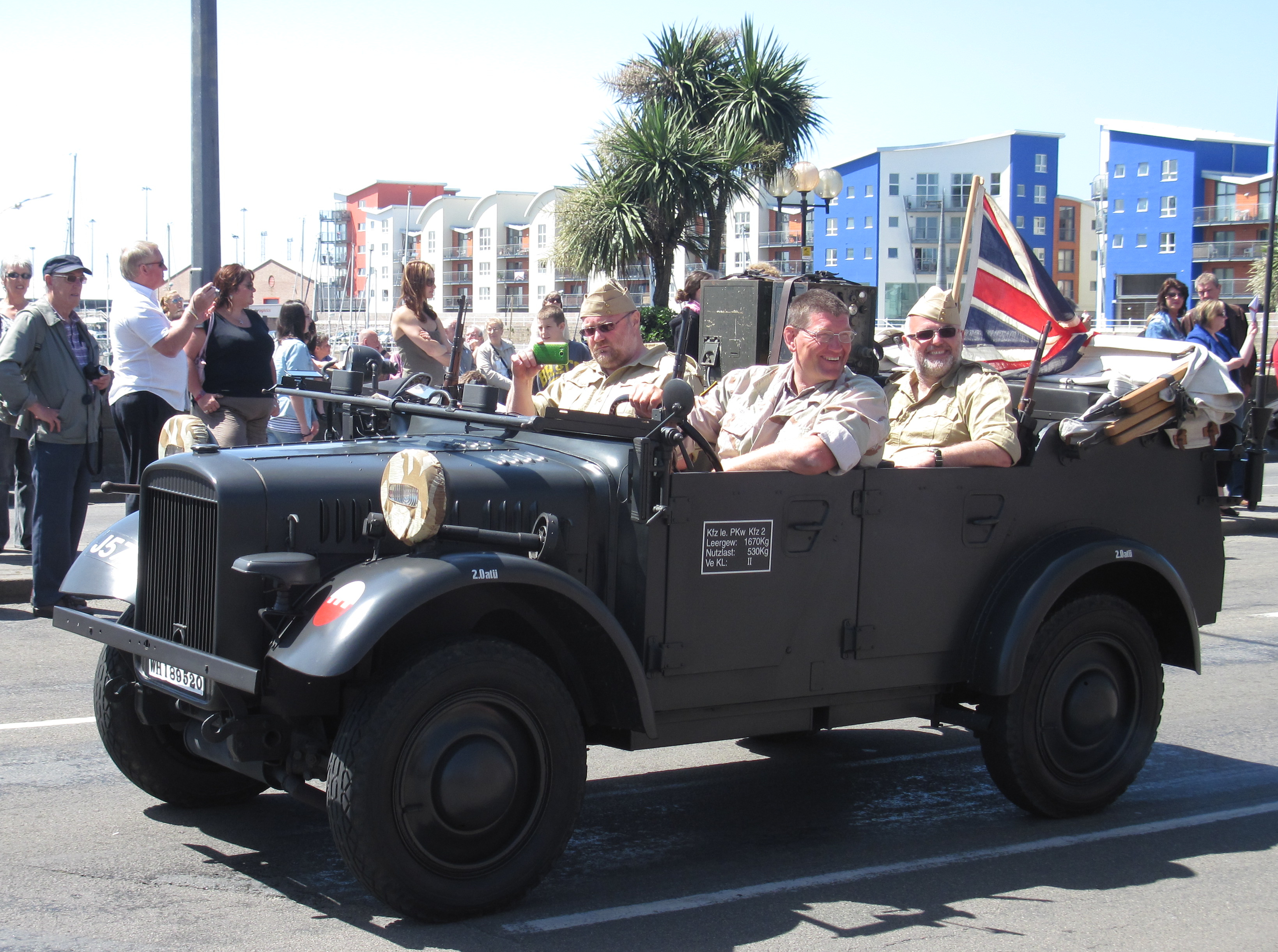
Kfz.2 — обладнаний радіостанцією, тридверний. 9 травня 2011
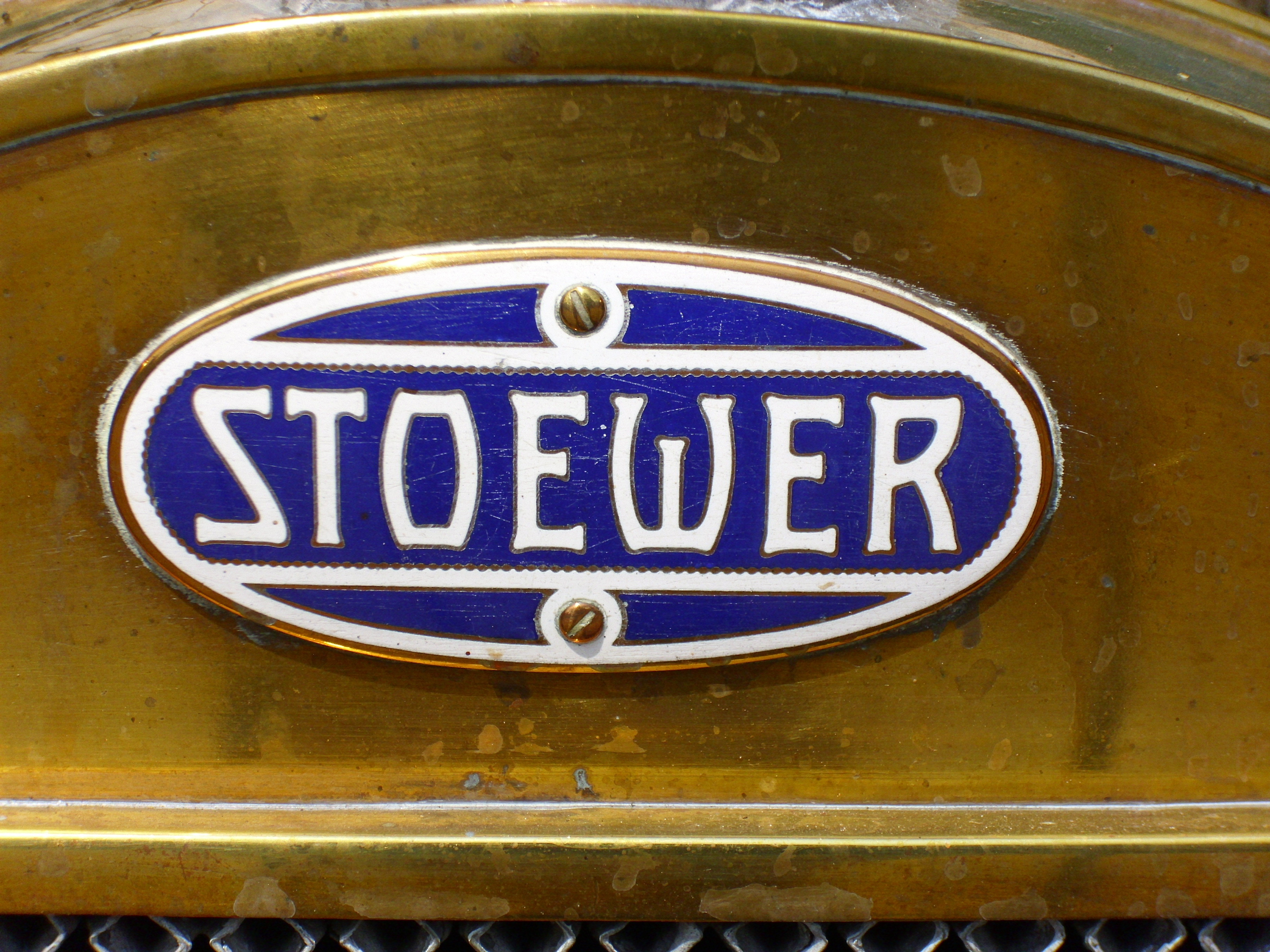
Емблема фірми